# Mandevilla horrida
Mandevilla horrida är en oleanderväxtart som beskrevs av J.F.Morales. Mandevilla horrida ingår i släktet Mandevilla och familjen oleanderväxter. Inga underarter finns listade i Catalogue of Life.